# Willem Aantjes
Willem (Wim) Aantjes (Bleskensgraaf, 16 januari 1923 – Utrecht, 22 oktober 2015) was een Nederlands politicus die vooral bekendheid kreeg als fractievoorzitter van de Anti-Revolutionaire Partij (ARP) en het Christen-Democratisch Appèl (CDA). In 1978 trad hij af, nadat over zijn vermeende oorlogsverleden grote consternatie was ontstaan.

## Levensloop
Aantjes groeide op in een Gereformeerde Bondsgezin. Hij volgde de mulo te Sliedrecht en het Marnix Gymnasium te Rotterdam. Vader Klaas Aantjes, houder van een postkantoor, werd later namens de ARP gemeenteraadslid en wethouder van Bleskensgraaf. Kort voor zijn overlijden in 1951 was hij burgemeester van Hendrik-Ido-Ambacht geworden.
Tijdens de Tweede Wereldoorlog werd Aantjes in het kader van de Arbeitseinsatz op 19 juli 1943 door de directie van de PTT uitgezonden naar Güstrow (Mecklenburg, Duitsland). Naar Aantjes’ eigen woorden weigerde hij geen dienst, omdat anders mogelijk een gehuwde PTT'er zou worden uitgezonden. Hij probeerde zich aan deze verplichte tewerkstelling te onttrekken door zich in september 1944 in Duitsland aan te melden bij de Germaansche SS. Volgens plan zou hij naar Nederland worden gebracht voor een opleiding voor politiediensten op het landgoed Avegoor bij Ellecom. Hij werd echter door het SS-Hauptamt gemobiliseerd, teneinde ingedeeld te worden bij de Landstorm Nederland (een onderdeel van de Waffen-SS). Aantjes weigerde dit en werd hiervoor gevangengezet in het strafkamp Port Natal bij Assen, waar hij later assistent van de kampadministrateur werd. In dit kamp heeft hij tot het einde van de oorlog vastgezeten. Begin 1945 waren er niet genoeg Duitse wachters en functioneerde Aantjes met andere gevangenen als zodanig.
Zijn lidmaatschap van de Germaansche SS heeft hij na de oorlog steeds verzwegen, zowel voor de bijzondere rechtspleging, de ARP, als bij de verklaring die hij moest tekenen toen hij in september 1945 ging studeren aan de Universiteit Utrecht. Hij studeerde tot 1952 rechten en was lid van de Societas Studiosorum Reformatorum. Vervolgens was hij tot 1969 werkzaam voor de Nederlandse Christelijke Aannemers- en Bouwvakpatroonsbond (NCAB); hij begon als juridisch medewerker en werd vervolgens adjunct-secretaris en vanaf 1959 algemeen secretaris.

## Politieke loopbaan

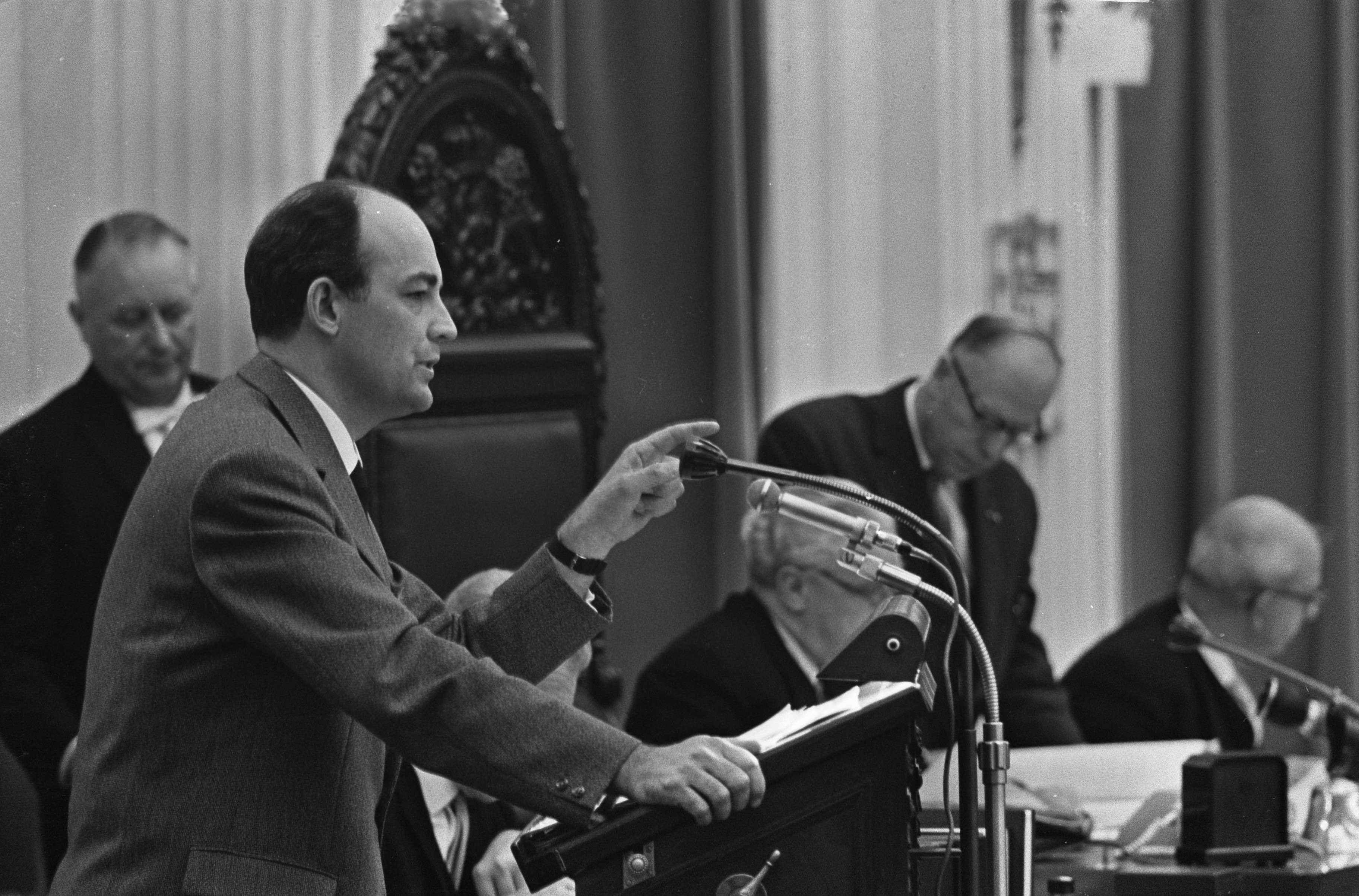
Behandeling van de Huurwet in de Tweede Kamer: Willem Aantjes (ARP) aan het woord, 26 oktober 1965

Aantjes werd in 1959 lid van de Tweede Kamer namens de Anti-Revolutionaire Partij (ARP). Vanaf 1971 was hij fractievoorzitter. In 1967 werd hij benaderd om minister van Volkshuisvesting te worden. Hij bedankte "om gezondheidsredenen"; hij had een psychische inzinking gehad. Tegenover ARP-voorzitter Wiert Berghuis, die op de hoogte was van de achtergronden, ontkende Aantjes lid van de Germaanse SS geweest te zijn. Berghuis liet desondanks enkele malen aan kabinetsformateurs weten dat Aantjes "niet ministeriabel" was.
Aantjes beschouwde Barend Biesheuvel en Wiert Berghuis als zijn belangrijkste politieke leermeesters. Biesheuvel bracht hem het vak van parlementariër bij en Berghuis vormde hem ideologisch.

### Bergrede

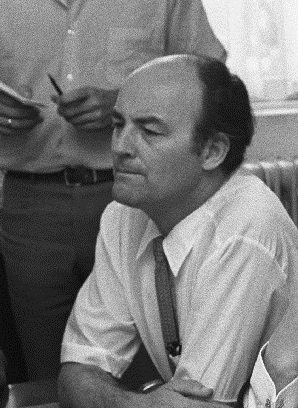
Aantjes in 1972

Aantjes werd vervolgens in 1972 ARP-fractievoorzitter en was een van de medeoprichters van het Christen-Democratisch Appèl (CDA). Aantjes had een uitgebreid meningsverschil met achtereenvolgens KVP-voorzitter Dick de Zeeuw, die voorstander was van een "open programmapartij" en KVP-fractievoorzitter Frans Andriessen, die het te ver vond gaan dat CDA-leden zich persoonlijk door het evangelie moesten laten inspireren.
Beroemd werd de rede die Aantjes hield tijdens het eerste CDA-congres, op 23 augustus 1975. In een gepassioneerde parafrase van de werken van barmhartigheid uit Matteüs 25 betoogde hij hoe het evangelie het richtsnoer van een christelijk-sociale politiek zou kunnen zijn. Deze rede kwam bekend te staan als zijn 'Bergrede'. Aantjes maakte indruk met zijn toespraak, maar tegelijkertijd stemde het congres voor een formulering waarbij niet de grondslag, maar het programma doorslaggevend zou zijn voor de politiek van het CDA.
In 1977 had de ARP-politicus een voorkeur voor Ruud Lubbers als eerste lijsttrekker van het CDA, maar de top van de KVP ging daar niet mee akkoord. Uiteindelijk werd Dries van Agt naar voren geschoven als de eerste lijsttrekker van het CDA.
Na de verkiezingen van 1977 vormde het CDA het kabinet-Van Agt I met de VVD, nadat tijdens de kabinetsformatie dat jaar onderhandelingen met de PvdA na een slepend proces waren mislukt. Aantjes was een van de 'loyalisten' die het niet met het regeerakkoord van het kabinet-Van Agt I eens waren, maar wel het kabinet gedoogden. Aantjes stond zelf te boek als een van de CDA'ers die liever met de PvdA dan met de VVD wilde regeren. Tijdens de lange formatie was er sprake van dat hij minister zou worden in het tweede kabinet-Den Uyl, maar hiervan zag hij af. Tegen PvdA-fractieleider Ed van Thijn zei hij volgens diens Dagboek van een onderhandelaar: "Sorry, Ed, ik ben niet bij machte een oplossing aan te dragen", Van Thijn niet-begrijpend achterlatend. Aantjes zelf is altijd vaag gebleven over zijn motieven om de post te weigeren. Journaliste Anet Bleich suggereerde dat hij destijds gechanteerd werd door de persoon die een jaar later beweerde dat hij lid was geweest van de Germaanse SS. Aantjes heeft overigens zelf altijd ontkend dat er van chantage sprake zou zijn geweest.

### Affaire-Aantjes

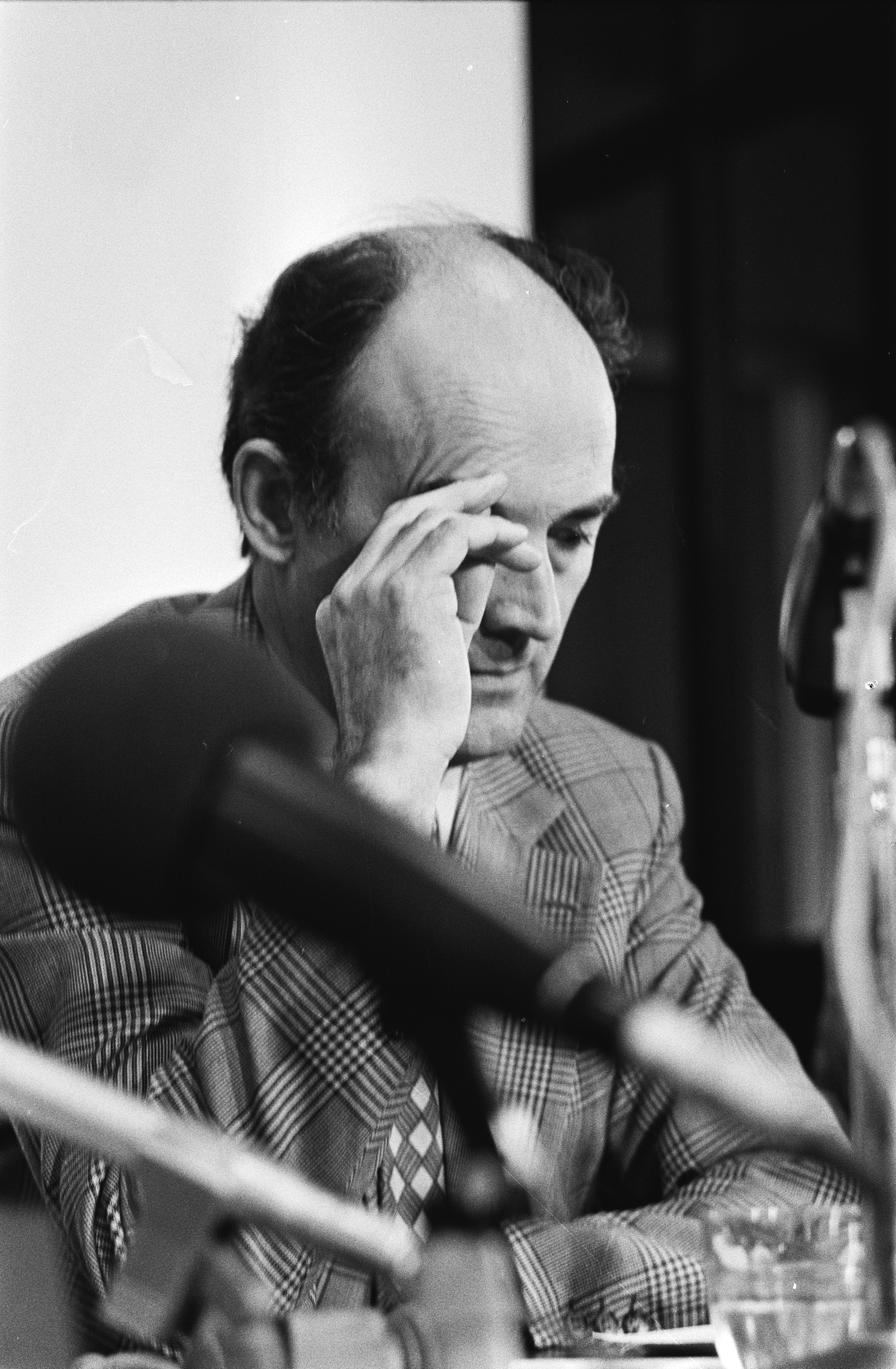
Willem Aantjes tijdens de persconferentie bij zijn aftreden op 7 november 1978

Aantjes' reputatie werd ernstig beschadigd toen het Nieuwsblad van het Noorden op 6 november 1978 berichtte dat hij lid was geweest van de SS. De historicus Loe de Jong van het RIOD stelde die avond tijdens een rechtstreeks door de twee Nederlandse televisiezenders uitgezonden persconferentie dat Aantjes bewaker was geweest in het nabij Assen gelegen strafkamp Port Natal en bij de Waffen-SS in vreemde krijgsdienst zou zijn geweest, zodat hij mogelijk zijn Nederlanderschap had verloren. Als gevolg hiervan trad Aantjes op 7 november af als fractieleider van het CDA. Hij werd opgevolgd door Ruud Lubbers. Op 24 november werd een opinieonderzoek gepubliceerd, waaruit bleek dat een meerderheid van de ondervraagden veronderstelde dat Aantjes door zijn tegenstanders binnen het CDA beentje was gelicht.
De Commissie van Drie in de zaak-Aantjes (Jan Bank, P. J. Boukema, Christiaan Justus Enschedé) deed een parlementair onderzoek en heeft niet kunnen vaststellen dat Aantjes zich had begeven in Duitse krijgs- of staatsdienst.
Aantjes' lidmaatschap van de Germaanse-SS werd in het eindoordeel van het onderzoek buiten beschouwing gelaten. De Jong erkende later dat hij enkele fouten had gemaakt. Aantjes voelde zich gerehabiliteerd. Er was naar zijn mening geen obstakel voor een terugkeer in de politiek. Hij stelde zich beschikbaar voor de Raad van State en toen dat niet doorging werd hij door de CDA-leden op plaats 35 gezet van de kieslijst voor de Tweede Kamer. Dat riep weerstand op bij de partijleiding, waarop Aantjes zich terugtrok.

## Loopbaan na de politiek
Per 8 juli 1982 werd Aantjes voorzitter van de Kampeerraad. In 1987 legde hij die functie neer, zonder uitzicht op een betere functie. Vanaf september 1988 werd hij lid van de Raad voor de Volkshuisvesting; vanaf april 1990 tot 1993 was hij daar vicevoorzitter.
In later jaren verscheen Aantjes af en toe in de media. Tijdens de campagne voor de Tweede Kamerverkiezingen van januari 2003 had Aantjes kritiek op CDA-lijsttrekker Jan Peter Balkenende, die daarop als volgt reageerde: "Aantjes wordt binnenkort 80 jaar en vanaf deze plaats wil ik hem daarmee van harte feliciteren."

### Pogingen tot eerherstel
Doekle Terpstra (destijds voorzitter van het CNV) vond het 25-jarig jubileum van het CDA, dat eind mei 2004 werd gevierd, een mooie gelegenheid om het goed te maken met Aantjes. In een interview met het dagblad Trouw suggereerde hij het CDA duidelijk te maken ‘dat we het bij het verkeerde eind hebben gehad, dat hem daardoor onrecht is aangedaan en dat dat ons spijt’.
De CDA-partijtop wees Terpstra's oproep echter af. Partijvoorzitter Marja van Bijsterveldt was het met leider Balkenende eens dat eerherstel helemaal niet nodig was. "Willem Aantjes functioneert volop als lid en neemt deel aan allerlei partijactiviteiten", zo stelde zij. De toenmalige fractievoorzitter in de Tweede Kamer, Maxime Verhagen, vond excuses aan Aantjes om die reden ook ‘geen item’.
Aantjes liet weten "volstrekt passief" met het pleidooi van Terpstra om te gaan. "Ik zeg niet dat het nodig is. Ik ben nu 82, het is meer dan 25 jaar geleden. Er zijn sindsdien veel belangrijkere dingen gebeurd in mijn leven. Ik kan het heel goed relativeren." Alleen de stelling van Balkenende dat er in de partij geen gebrek aan eer was, wilde Aantjes niet onweersproken laten: "Zegt de premier dat? Dan heb ik iets over het hoofd gezien. Ik doe inderdaad volop mee in de partij, maar wel altijd op eigen initiatief."

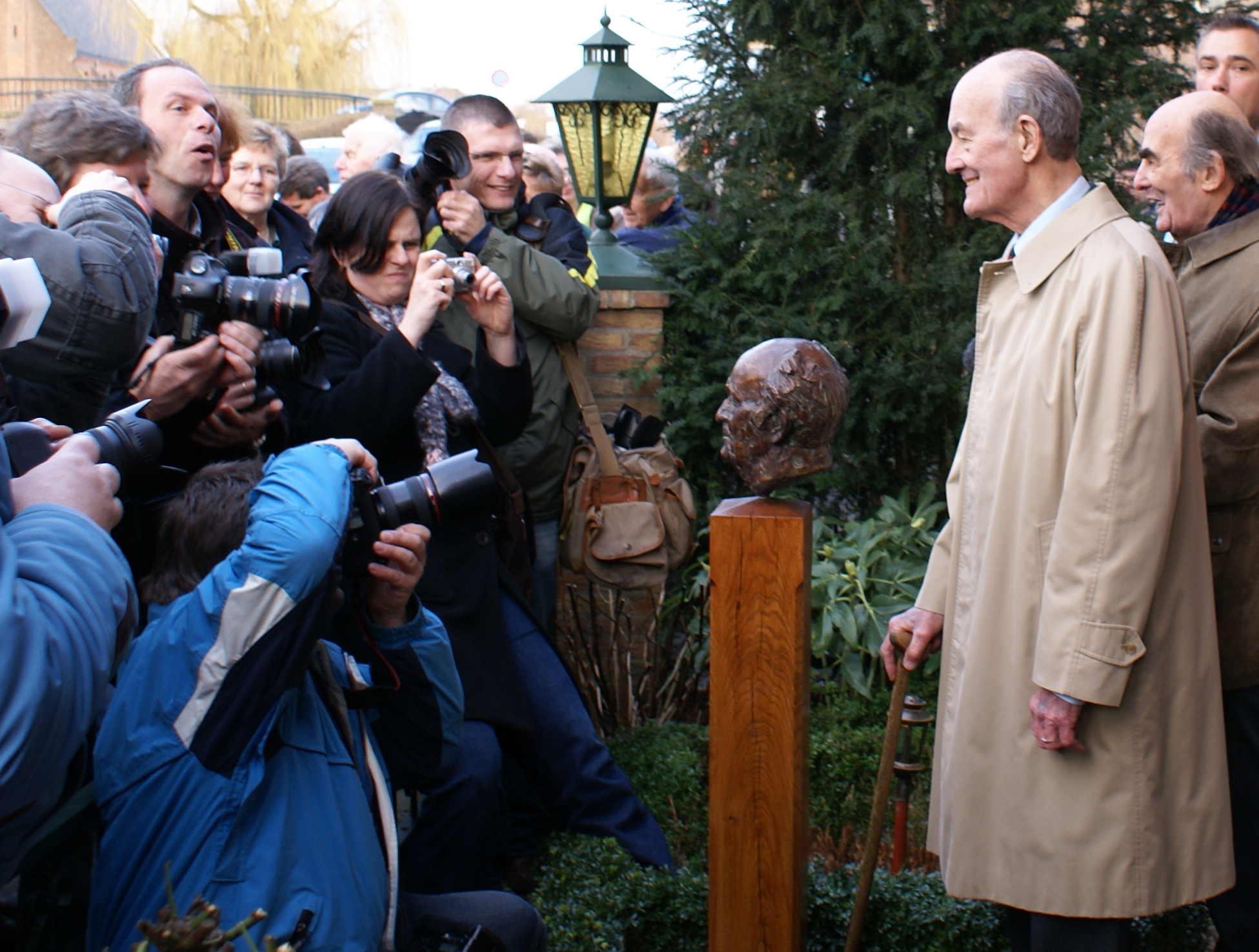
2008: Willem Aantjes wordt uitgebreid bij zijn beeltenis gefotografeerd.

### Vervolg loopbaan na de politiek
In het bijzijn van Aantjes zelf werd op 16 januari 2008 in zijn geboortedorp Bleskensgraaf een bronzen portret van hem onthuld door CDA'er Hannie van Leeuwen. Het beeld is een schepping van de Utrechtse beeldhouwer Dennis J. Coenraad.
Een latere directeur van het NIOD, Hans Blom, noemde in 2011 de affaire-Aantjes "het grootste bedrijfsongeluk in de geschiedenis van het Niod".
Aantjes publiceerde vanuit zijn ervaring als (oud-)politicus tot op hoge leeftijd opiniërende artikelen en commentaren over diverse actuele en staatsrechtelijke kwesties. Zo sprak hij zich, evenals Dries van Agt, in 2010 krachtig uit tegen samenwerking tussen het CDA en de PVV. Zowel bij de landelijke verkiezingen in 2006 als in 2010 kondigde hij aan op de ChristenUnie te zullen stemmen. Ook op het internetmedium Twitter was Aantjes actief, met tweets met een politieke inhoud.

## Personalia
Aantjes was tot 1995 gehuwd met Gisela Braun en later met Ineke Ludikhuize, directeur van de christelijk-maatschappelijke vrouwenbeweging Passage. Hij had een dochter en twee zoons. Aantjes' oudere broer Jan Aantjes (1920-2015) was burgemeester.
Zijn 90e verjaardag, begin 2013, werd uitgebreid gevierd door en met zijn CDA-vrienden. Willem Aantjes overleed op 92-jarige leeftijd in hetzelfde jaar als zijn broer.

## Onderscheiding
- Ridder in de Orde van de Nederlandse Leeuw (29 april 1970)